# Igreja de Montes de Alvor
A Igreja de Montes de Alvor é um monumento religioso na localidade de Montes de Alvor, na região do Algarve, em Portugal.

## Descrição e história
A igreja situa-se junto à Rua da Cruz, no interior da localidade de Montes de Alvor, e nas imediações do Centro de Dia da Misericórdia de Alvor. É dedicada a Nossa Senhora da Conceição. Apresenta uma fachada de tipologia falsa e harmónica, e uma cobertura em telhado de duas águas.
Foi provavelmente edificada no século XVII, e logo no século XVIII foi alvo de obras de remodelação. Em 2011 foi inaugurado o Centro Pastoral de Nossa Senhora da Conceição, num edifício anexo à igreja.